# Logaritmische schaal
Bij een logaritmische schaal wordt niet de numerieke waarde zelf van een grootheid gegeven, maar een logaritme van de verhouding van de grootheid tot een referentiewaarde. De grootheid {\displaystyle G} wordt niet direct als een veelvoud van de referentiewaarde {\displaystyle G_{0}}, de eenheid, uitgedrukt, maar als een bepaald niveau hierboven:
"niveau van" {\displaystyle G=\log _{a}\left({\frac {G}{G_{0}}}\right)}
Vanwege een beveiligingsprobleem met de MediaWiki Graph-software is het momenteel niet mogelijk deze grafiek weer te geven. Zodra de software is bijgewerkt zal de grafiek vanzelf weer zichtbaar worden.
Zo wordt bij de bel-schaal voor het geluidsniveau de gehoordrempel als referentiewaarde met niveau 0 gebruikt en wordt het getal 10 als het grondtal van de logaritme gebruikt. Een geluidsniveau van 4,5 bel betekent dus een geluidsintensiteit van 104,5 = 31623 keer zo sterk als de gehoordrempel. De aanduiding bel wordt wel gehanteerd als pseudo-eenheid. Daaruit is de meer gebruikelijke decibelschaal met pseudoeenheid decibel (dB) ontstaan. Een niveau van 45 dB komt dan overeen met 4,5 bel. Eigenlijk hanteert de decibelschaal als referentiewaarde, net als de bel-schaal, de gehoordrempel, maar als grondtal van de gebruikte logaritme het getal 100,1 = 1,258925... Wordt de natuurlijke logaritme gebruikt, dan spreekt men van neperschaal. Andere logaritmische schalen zijn onder meer: 
- magnitude voor de helderheid van een hemellichaam, {\displaystyle a=10^{-2/5}}
- de schaal van Richter voor de sterkte van een aardbeving, {\displaystyle a=10^{3/2}}
- de pH-schaal voor de zuurgraad, {\displaystyle a=10^{-1}}
- de cent voor de toonafstand (frequentieverhouding) in muziek, {\displaystyle a=2^{1/1200}}
- de 12 tonen per octaaf in gelijkzwevende stemming (100 cent per toon), {\displaystyle a=2^{1/12}}; dit worden ook wel "halve toonafstanden" genoemd; met betrekking tot "hele toonafstanden" (200 cent) geldt {\displaystyle a=2^{1/6}}
- het reproductiegetal, de snelheid van besmetting in een populatie

Groei van de populatie van Engeland uitgezet op een logaritmische schaal
met 1,67 decade

Logaritmische schalen geven relatieve veranderingen weer. Stijgt een grootheid {\displaystyle G} relatief met 10%, dan is de nieuwe waarde {\displaystyle 1{,}10\,G}. Op een logaritmische schaal betekent deze stijging een toename van 
{\displaystyle \log(G/G_{0})}
tot 
{\displaystyle \log(1{,}10\ G/G_{0})=\log(G/G_{0})+\log(1{,}10)},
dus een toename met {\displaystyle \log(1{,}10)}, ongeacht het uitgangsniveau. Omdat veel zintuiglijke waarnemingen gelijke relatieve toenamen als gelijk ervaren (wet van Weber), zijn logaritmische schalen een geschikt middel om grootheden zo uit te drukken dat hun waarden met onze ervaring overeenkomen. Ook anderszins is het soms handiger om gelijke factoren in toename weer te geven als gelijke toename in niveau. Verdubbeling van waarde betekent in dB-schaal een toename van niveau met ca. 3,01 dB (immers {\displaystyle 2=10^{3{,}01/10}}). 
In de bovenstaande grafiek van de populatiegroei in Engeland is de verhouding tussen 2 miljoen en 5 miljoen (2,5) gelijk aan de verhouding tussen 20 miljoen en 50 miljoen (ook 2,5). De logaritmische afstand tussen 2 miljoen en 5 miljoen is daarom hetzelfde als de afstand tussen 20 miljoen en 50 miljoen.
Wanneer de logaritme met het grondtal 10 wordt gebruikt (10log), dan is elke stap ter grootte 1 op de schaal 10 keer zo groot als de vorige. Een schaal van 1, 2, 3 betekent dus in waarden: 10, 100, 1000.

## Grafische weergave

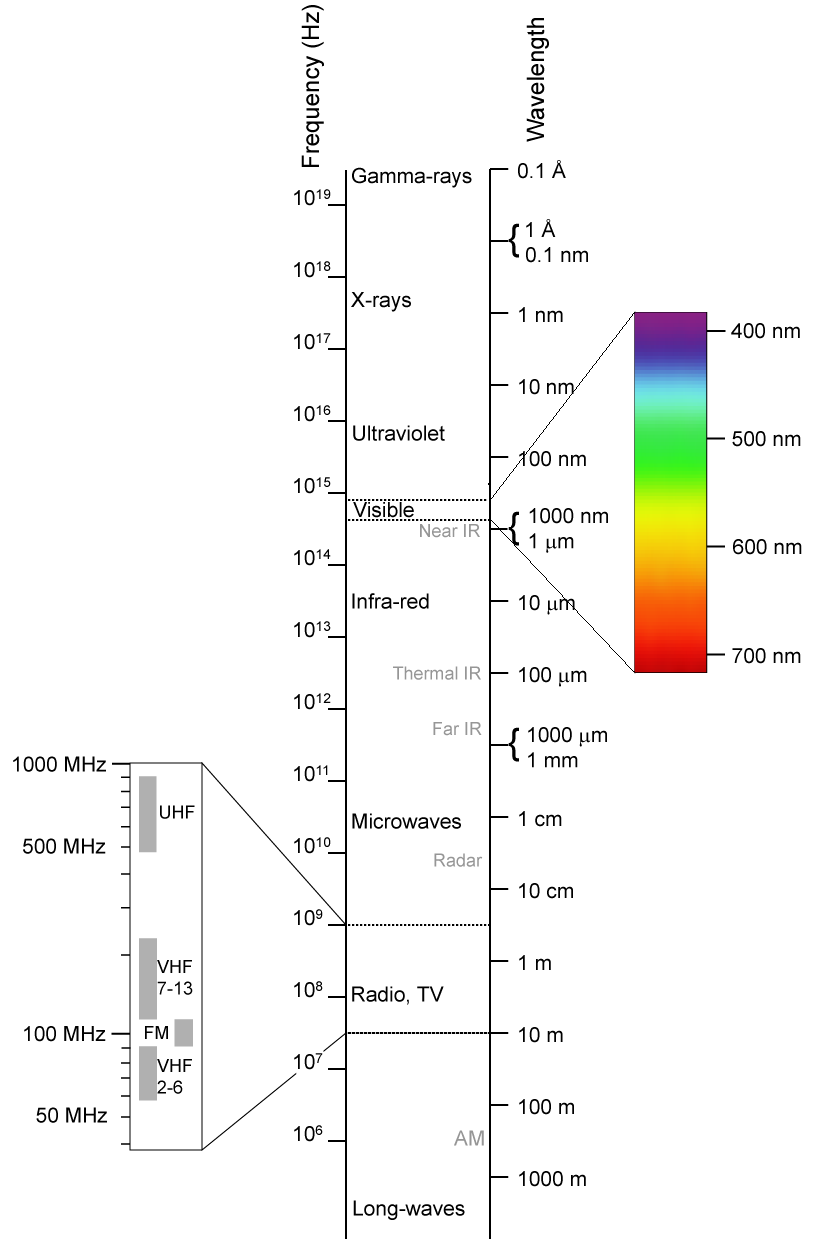
Het elektromagnetisch spectrum als voorbeeld van een logaritmische schaal met een groot aantal decaden

Bij de grafische weergave van bepaalde  grootheden wordt soms een logaritmische schaal gehanteerd. De betrokken as heeft dan niet de gebruikelijke schaalverdeling van de getallenrechte, maar een logaritmische verdeling met posities die overeenkomen met de logaritmen van de waarden van het positieve gedeelte van de getallenlijn. Elke decade heeft dus dezelfde lengte, en twee getallen met een bepaald relatief verschil (bijvoorbeeld de werkelijke waarde en de benadering in het geval van een bepaalde relatieve fout) worden op een afstand van elkaar weergegeven die verder niet afhankelijk is van de grootte van de getallen.
Een reden om deze schaal te gebruiken kan zijn dat men voor een decade van kleine getallen evenveel ruimte wil inruimen als voor een met grote getallen, omdat er anders, gegeven de beschikbare ruimte, voor de kleine getallen veel te weinig ruimte is om relevante details weer te geven, maar men wel kiest voor een wiskundig gelijkmatige schaal om de vertekening te voorkomen die men krijgt als men in een bepaalde toepassing de grootte van weergave van ieder getalbereik helemaal laat bepalen door de benodigde ruimte.
Bij een rekenliniaal worden logaritmische schalen met een, twee en soms drie decaden gebruikt.
Kenmerkend voor de schaalaanduiding langs de as is dat hetzelfde patroon zich per decade herhaalt. Binnen een decade is er soms geen nadere onderverdeling (zoals bij de tweede en derde schaal in de afbeelding), soms een onderverdeling met tussenwaarden 2 t/m 9 met steeds kleinere onderlinge afstanden (zoals bij de eerste schaal in de afbeelding), en soms, vooral bij een fijnere onderverdeling, bij een of meer waarden binnen de decade een overgang naar een grovere onderverdeling.
Bij een visuele voorstelling in een plat vlak van verzamelingen getallenparen (zoals een grafiek van een of meer functies of een puntenwolk) kan voor een of beide assen een logaritmische schaal gebruikt worden (zie ook enkellogaritmische weergave en dubbellogaritmische weergave). Naast de algemene redenen van het gebruik van zo'n schaal kan dan meespelen dat de grafieken van bepaalde functies rechte lijnen worden: een constante plus de logaritme van {\displaystyle x} met enig grondtal (de logaritme met enig grondtal van een positieve constante maal {\displaystyle x}) als de x-as een logaritmische schaal heeft, exponentiële functies met positieve coëfficiënt als de y-as een logaritmische schaal heeft, en een macht met een positieve coëfficiënt als beide zo'n schaal hebben.
Een loglogschaal plaatst een getal {\displaystyle x} op een positie evenredig met {\displaystyle \log \log x}, een verschuiving van een bepaalde afstand op die schaal correspondeert met verheffing tot een macht. Dit wordt gebruikt voor machtsverheffen met een rekenliniaal. De schaal bevat alle getallen groter dan 1.